# Carl Eschmann-Dumur
Carl Eschmann-Dumur (* 6. Juli 1835 als Carl Eschmann in Wädenswil bei Zürich; † 27. Januar 1913 in Lausanne) war ein Schweizer Klavierpädagoge.

## Leben
Carl Eschmann wurde am 6. Juli 1835 in Wädenswil als Sohn des Kapellmeisters Rudolph Eschmann geboren. Bei seinem neun Jahre älteren Cousin, dem Komponisten und Dirigenten Johann Carl Eschmann, erlernte er das Klavierspiel. Im Erwachsenenalter nannte er sich Carl Eschmann-Dumur, «zweifellos dem schweizerischen Brauch folgend, nach dem ein Ehegatte den Nachnamen seiner Frau übernimmt und dem eigenen anhängt», und auch, um Verwechslungen mit seinem Cousin zu vermeiden. Eschmann-Dumur trat die Nachfolge seines Vaters als Organist in Wädenswil an; dann lebte er einige Jahre in Genf und Lausanne; schliesslich wurde er Klavierlehrer am Institut de musique de Lausanne.
Zu seinen regelmässigen Aufgaben zählte auch die Leitung des Konservatoriumsorchesters. Mehrere seiner Schüler entwickelten sich zu anerkannten Pianisten, namentlich sein Neffe Rudolph Ganz, der während seiner Studienjahre in Lausanne erstmals öffentlich in Erscheinung trat. 1884 veröffentlichte Eschmann-Dumur mit dem Guide du jeune pianiste einen Führer durch die Klavierliteratur, 1887 mit den Exercices techniques pour piano eine Sammlung spieltechnischer Übungen.
Seine Leistungen als Klavierpädagoge wurden über die Landesgrenzen hinaus wahrgenommen. Dokumentiert ist die grosse Wertschätzung, die ihm Hans von Bülow entgegenbrachte – in einem Brief schrieb dieser, «ein einziger Mensch kann mir rathen, Eschmann-Dumur, ein klavierpädagogischer Phönix». Auch laut Hugo Riemann war Eschmann-Dumur ein «hochgeschätzter Klavierlehrer». Der 77-Jährige «entschlief friedlich» in Lausanne.

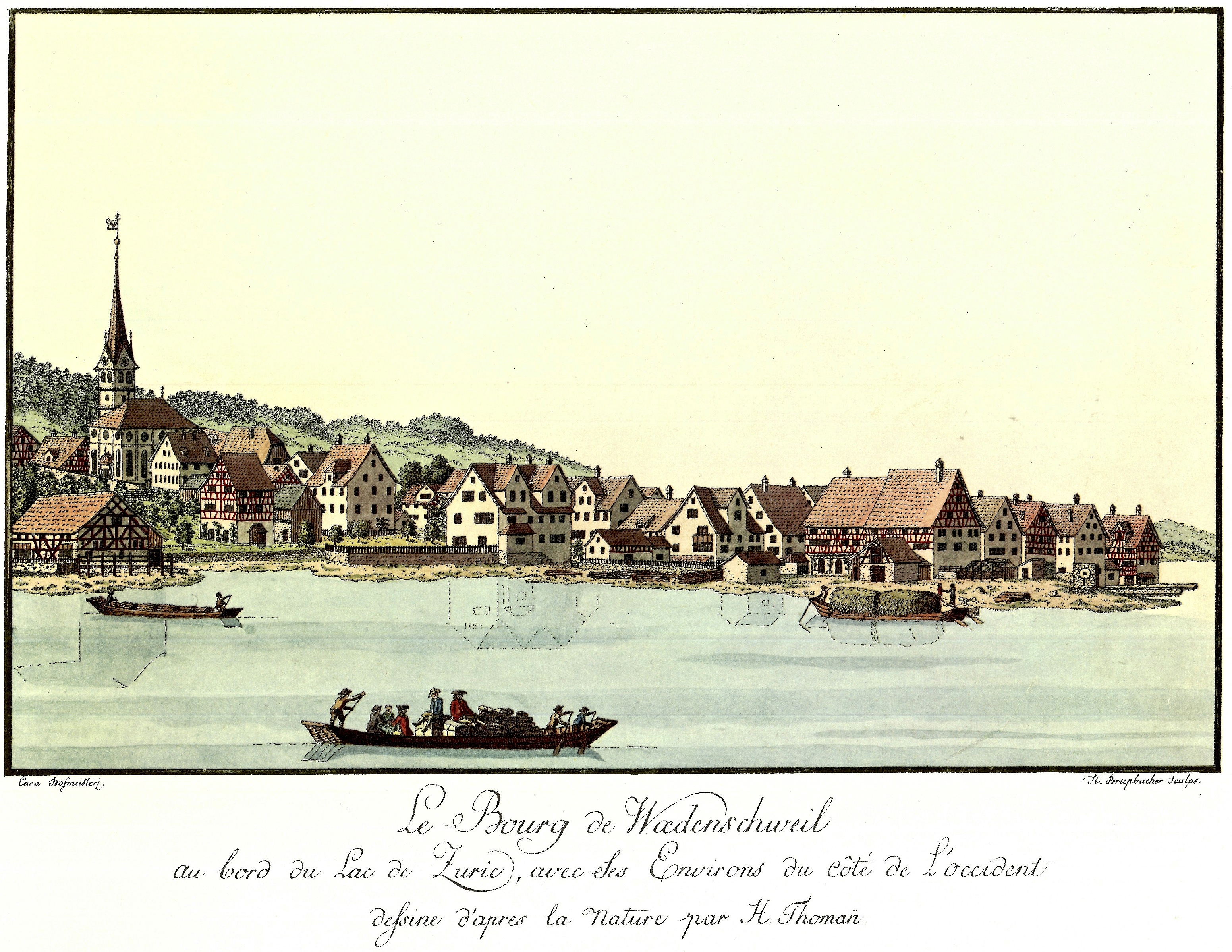
Wädenswil, Wirkungsstätte Rudolph Eschmanns und Geburtsort Carl Eschmann-Dumurs (kolorierter Stich von Heinrich Brupbacher nach einer Zeichnung von Heinrich Thomann, 1794)

## Familie
Urahn der Musikerfamilie Eschmann, «der vermutlich eindrucksvollsten Musikerdynastie der Schweiz», war der Musiker und Schuster Jakob Eschmann. Fünf Söhne ergriffen Musikberufe:
- Hans Jakob Eschmann (1786–1846), Regimentskapellmeister
- Heinrich Eschmann (1802–1882), Militärkapellmeister in Winterthur, Waldhornist und Fagottist
- Rudolph Eschmann, Kapellmeister in Wädenswil
- ein vierter Sohn, offenbar Klarinettist in der französischen Armee
- ein fünfter Sohn, offenbar Trompeter in der französischen Armee

Die Klavierlehrerin Barbara Eschmann (1816–1878), der Geiger und Johann-Kalliwoda-Schüler Jean Eschmann (1826–1869) und die Pianistin und Klavierlehrerin Henriette Eschmann (1829–1896) waren Kinder Hans Jakob Eschmanns. Der Komponist und Dirigent Johann Carl Eschmann (1826–1882) war ein Sohn Heinrich Eschmanns, der hier besprochene Klavierpädagoge Carl Eschmann-Dumur ein Sohn Rudolph Eschmanns. Marguitta Eschmann (1872–1944), eine Tochter Johann Carl Eschmanns, heiratete einen Sohn des Komponisten Robert Radecke, den Musikforscher Ernst Radecke (1866–1920). Nochmals eine Generation später machten sich zwei Enkel Barbara Eschmanns Namen in der Musikwelt: der Pianist und Komponist Rudolph Ganz – Schüler Carl Eschmann-Dumurs und Ferruccio Busonis – und der Komponist, Schriftsteller und Maler Hans Ganz.
Im Guide du jeune pianiste finden sich folgende Erinnerungen Carl Eschmann-Dumurs an den Onkel Heinrich und den Vater Rudolph: «Die ausgesprochen bescheidenen familiären Verhältnisse boten ihnen nur spärliche Möglichkeiten; aber sie bildeten sich selbst an der besten aller Schulen: derjenigen des Notwendigen, der Arbeit und der Eigeninitiative. Schon bald konnten sie Klavier, Violine, Violoncello, Kontrabass, alle Instrumente unterrichten. Sie spielten Orgel in der Kirche, dirigierten einen Chor, ein kleines Orchester, eine Militärmusik, sie komponierten oder arrangierten Märsche oder Hymnen für die Feiertage, Tänze für die Taufen und Feste. An so manchen Orten ringsum zog man Nutzen aus ihrem Talent.»

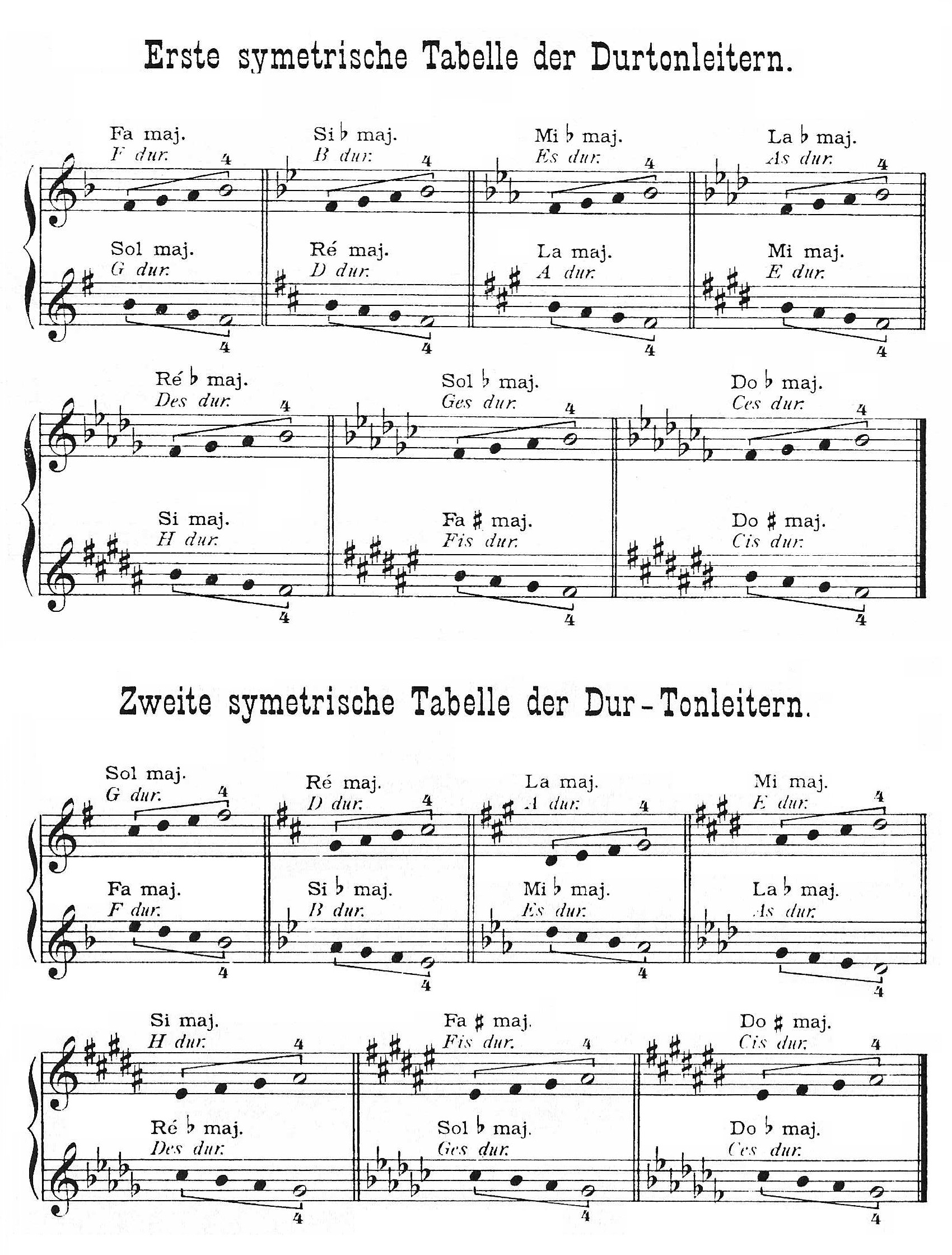
Tastensymmetrische Fingersätze für die Durtonleitern

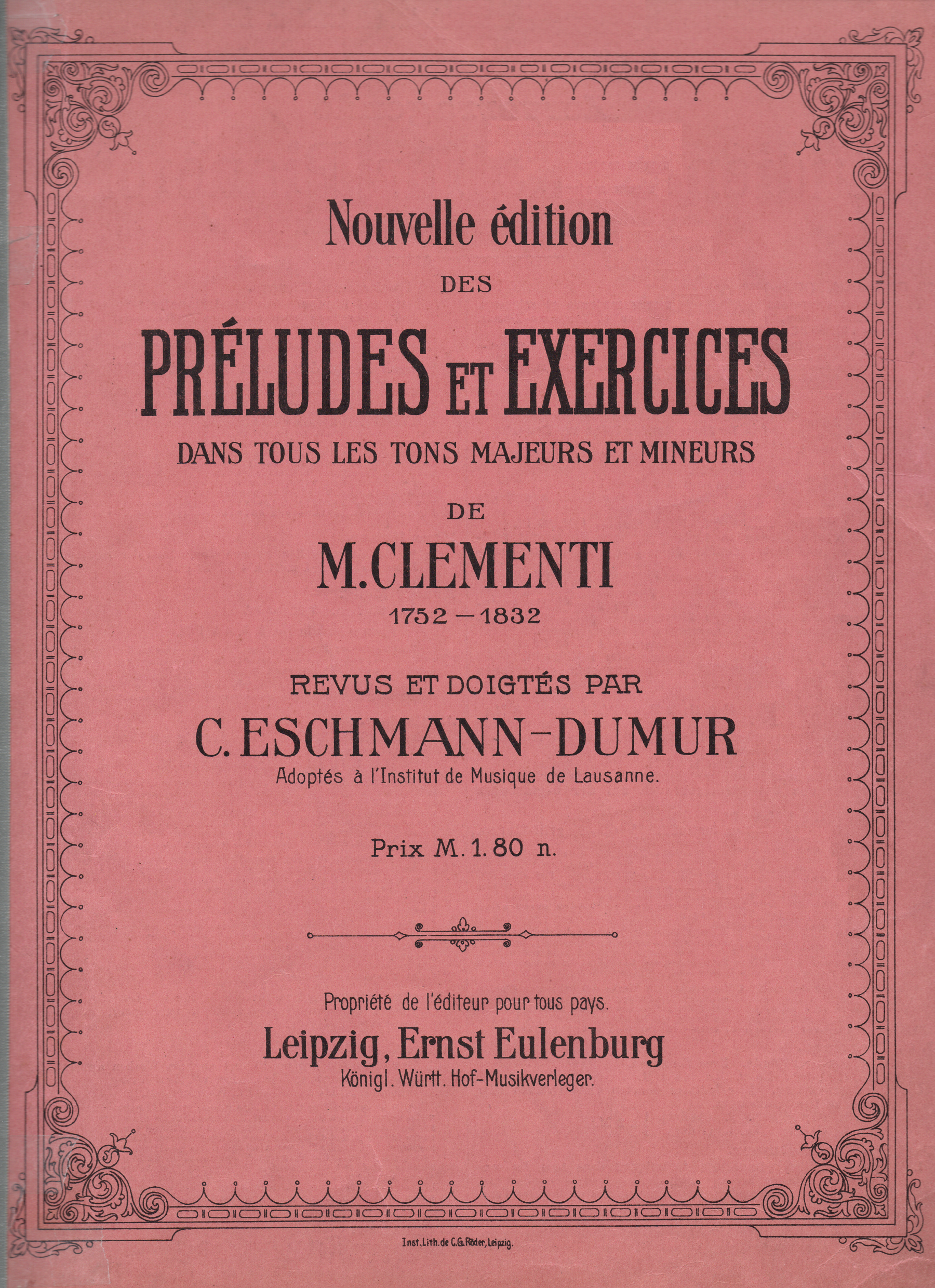
Neuausgabe von Muzio Clementis Präludien und Übungen in allen Dur- und Molltonarten

## Veröffentlichungen
- Guide du jeune pianiste. Classification méthodique et graduée d’œuvres diverses pour piano. Revidierte und vermehrte 2. Auflage. Ernest Rodolphe Spiess, Lausanne 1888.[14] 
 Der «Führer des jungen Pianisten» teilt Etüden und Spielstücke in 26 Schwierigkeitsstufen ein. Auf Stufe II finden sich z. B. die Etüden op. 100 von Friedrich Burgmüller, auf Stufe XXV die Etüden op. 25 von Frédéric Chopin. Aus der Familie Eschmann-Ganz liegen zwei weitere Führer durch die Klavierliteratur vor: Schon 1871 hatte der Cousin Johann Carl Eschmann einen ganz ähnlichen Wegweiser durch die Clavier-Literatur veröffentlicht (später fortgeführt durch Adolf Ruthardt); 1969 sollte der Neffe Rudolph Ganz eine revidierte Fassung von Ernest Hutchesons Literature of the Piano herausgeben.[15]
- Exercices techniques pour piano dans tous les tons majeurs et mineurs. Ernst Eulenburg, Leipzig 1887. 
 Die «Technischen Übungen für Klavier in allen Dur- und Molltonarten» sind im selben Verlag auch auf Deutsch und Englisch erschienen: als Schule der Claviertechnik (übersetzt von Adolf Ruthardt) und als Technical Pianoforte-School in all major and minor keys (übersetzt von Gustav Tyson-Wolff). Carl Eschmann-Dumur führte mit diesem Werk tastensymmetrische Tonleiterfingersätze ein, die von Pianisten wie Moritz Moszkowski ausdrücklich aufgegriffen wurden.[16] Die monumentale Master School of Modern Piano Playing & Virtuosity von Alberto Jonás beleuchtet gleich zu Beginn des Tonleiter-Kapitels die «Erfindung von Eschmann-Dumur», hält fest, «dass die Tonleitern in G, D, A und F dur, so wie wir sie spielen, einen schlechten Fingersatz in der linken Hand haben», und empfiehlt die Anwendung des tastensymmetrischen Prinzips.[17]
- Nouvelle édition des Préludes et Exercices dans tous les tons majeurs et mineurs de M. Clementi. Ernst Eulenburg, Leipzig o. J. 
 Die «Neuausgabe der Präludien und Übungen in allen Dur- und Molltonarten von Muzio Clementi», eines Anhangs zu dessen Einleitung in die Kunst das Piano-Forte zu spielen op. 42, «hat vor allem den Vorzug, daß sie meines Wissens wirklich etwas neues bringt, indem sie den sogenannten symmetrischen Fingersatz der Tonleitern, welcher auf der Symmetrie der Tasten und Fingerlage beruht, praktisch anwendet», so eine zeitgenössische Rezension.[18]

## Informationsbasis